# Mirko et Stjepan Seljan

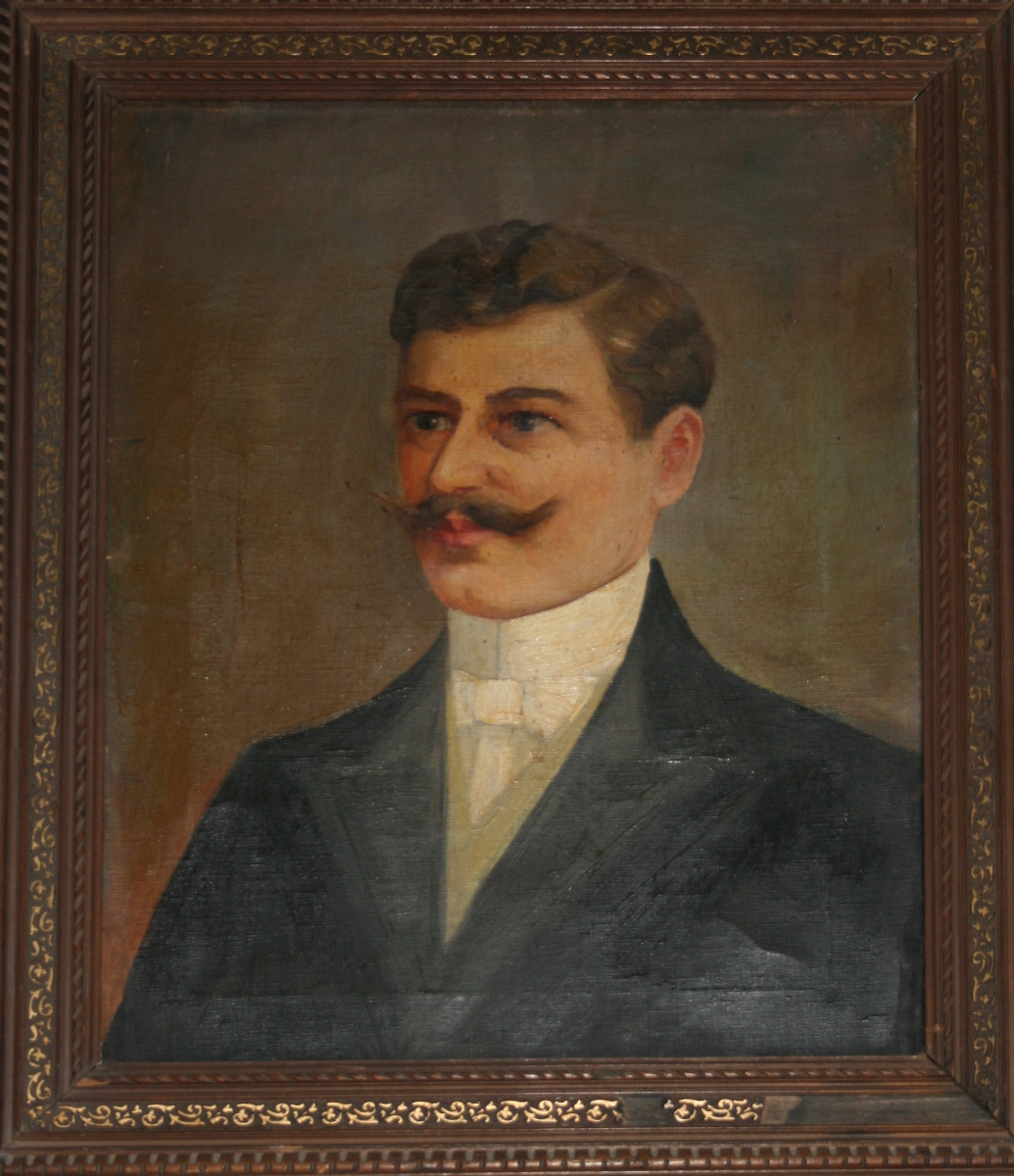
Portrait de Mirko Seljan

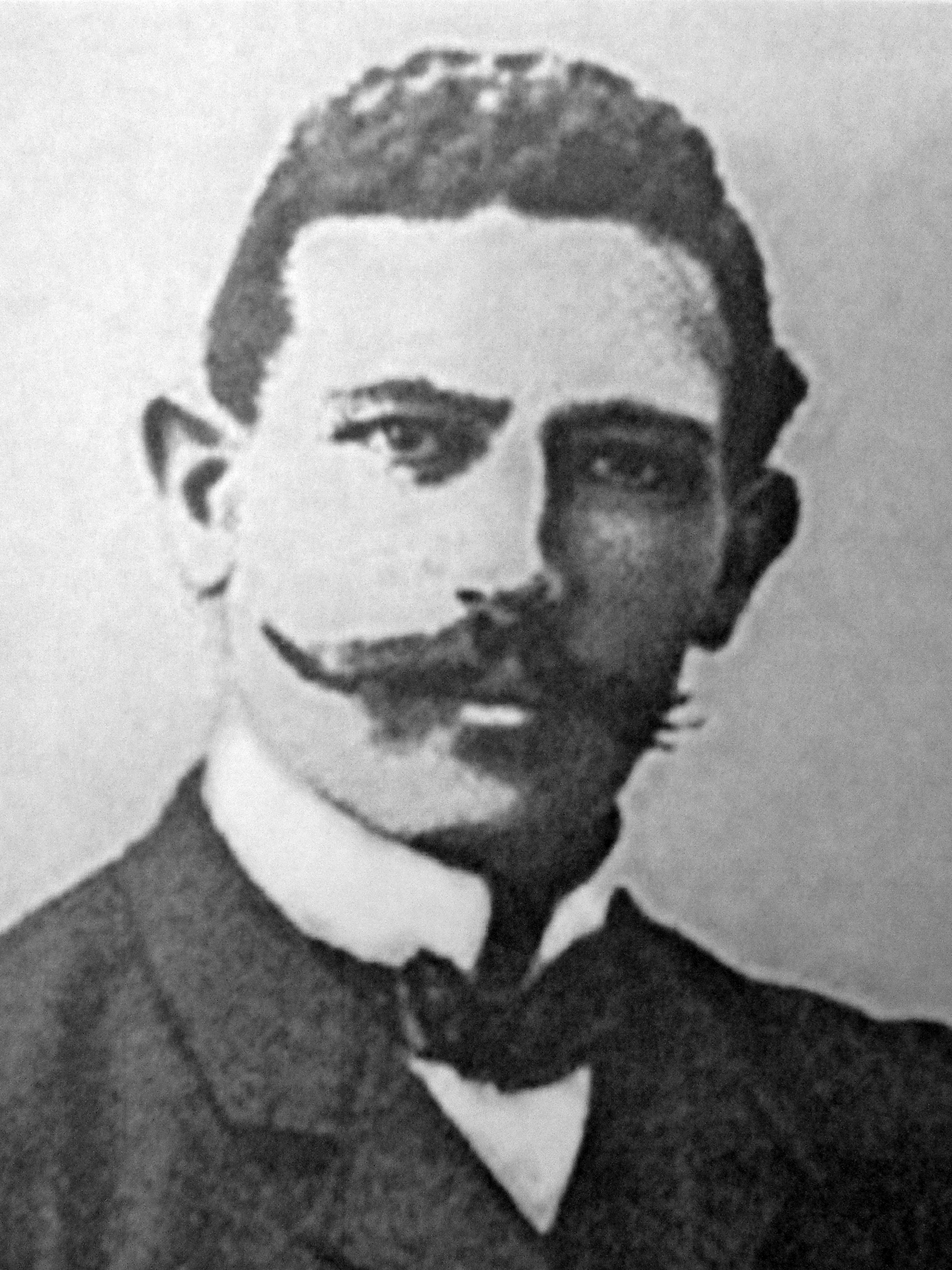
Portrait de Stjepan Seljan

Les frères Mirko (Karlovac (Croatie), 5 avril 1871-Pérou, 1913) et Stjepan Seljan (Karlovac, 19 août 1875-Ouro Preto (Brésil), 7 juin 1936) sont des explorateurs croates. 

## Biographie
Ils étudient au lycée de Karlovac puis décident de partir à l'aventure à travers toute l'Europe. En 1898, Mirko effectue même à pieds le trajet Paris-Saint-Pétersbourg.
En 1899, ils se rendent à Addis-Abeba en passant par Alexandrie, Le Caire et Aden et sont reçus par Ménélik II qui finit par leur confier trois cents hommes à former pour garder les frontières Sud de l'Éthiopie. Ils mènent à bien leur mission et, à partir d'Uba, engagent plusieurs expéditions de l’Éthiopie, dressant une carte de la région Sud, collectant de nombreuses données ethnographiques et effectuant des relevés topographiques.
Rentrés en Europe en 1902 sous les honneurs de Ménélik qui, en outre de nombreux présents, leur donne le titre de comte de Turkana, ils repartent en 1903 pour le Brésil. Jusqu'en 1905, ils vont ainsi explorer le pays ainsi que le Paraguay, d'Est en Ouest, dans un but commercial et scientifique. Ils sont alors chargés d'étudier les possibilités de communication fluviale entre l'Atlantique et les régions du Parana et du Mato Grosso.
Chargés par le gouverneur du Mato Grosso d'une nouvelle mission annulée à la suite d'une révolution politique (1906), ils voyagent de 1907 à 1911 dans les Andes, au Chili et en Bolivie où ils visitent les sites incas. Ils signent aussi en 1911 un contrat avec le gouvernement du Pérou pour le renforcement des voies de communications entre les hauts sommets péruviens et la zone amazonienne. Ils se rendent alors en Amérique du Nord pour y trouver du soutien financier et, pour la première fois, se séparent. Stjepan se rend alors à Chicago tandis que Mirko part explorer la rivière Huyabamba. Il y disparaît sans laisser la moindre trace.
Stjepan meurt, quant à lui, à Ouro Preto au Brésil où il s'était installé en 1936, sans être parvenu à trouver suffisamment de ressources pour la grande expédition projetée.

## Œuvres
- El Salto del Guayra, 1905
- El gobierno de los Estados Unidos del Brasil y la Misión científica croata, 1909
- Kroz prašume i pustinju, 1912